# نیکی آخوزه
نیکلاس اولوشولا "نیکی" آخوزه (به انگلیسی: Nicholas Olushola "Nicky" Ajose) (زادهٔ ۷ اکتبر ۱۹۹۱) یک بازیکن فوتبال اهل انگلستان است. وی هم‌اکنون عضو سوئیندون تاون است.
از باشگاه‌هایی که در آن بازی کرده‌است می‌توان به باشگاه فوتبال بری، باشگاه فوتبال چسترفیلد، و لیدز یونایتد اشاره کرد.